# Bój o Żory
Bój o Żory – starcie zbrojne, które miało miejsce 1 września 1939 na Górnym Śląsku na terytorium miasta Żory, jako część bitwy pszczyńskiej. Bój, podobnie jak walki na pozycji przesłaniającej Rybnik i Boża Góra, miał na celu opóźnić natarcie sił niemieckich na polski Górny Śląsk.

## Skład
W szturmie na miasto udział wzięły:
1. jednostki 5 Dywizji Pancernej Wehrmachtu[2]:
  1. 14 pułk strzelców (Schützen-Regiment 14) Oberstleutnant Oberst Joachim Degener
  2. 15 pułk pancerny (Panzer-Regiment 15) Oberstleutnant Johannes Streich
  3. 2 batalion 116 pułku artylerii (Artillerie-Regiment 116) Oberstleutnant Bruno Gerloch
2. 53 pułk 14 Dywizji Piechoty Wehrmachtu Oberstleutnant Adalbert Lontschar[3].

W obronie Żor wzięły udział:
1. jednostki 23 Górnośląskiej Dywizji Piechoty:
  1. 5 bateria II dywizjonu 23 pal pod dowództwem kpt. Mikołaja Józefa Stranza uzbrojona w 4 armaty kal. 75 mm wz. 1897 w składzie:
    1. działo nr 1 ulokowano na Rynku (działonowy kpr. Józef Wyderko),
    2. działo nr 2 ulokowano w pobliżu cegielni przy ul. Rybnickiej (działonowy kpr. Stanisław Puto),
    3. działo nr 3 ulokowano wpierw na peronie dworca kolejowego, później cofnięto na pozycję zajmowaną przez działo nr 4;
    4. działo nr 4 ulokowano pomiędzy lasem a stawem Śmieszek (dow. por. Karol Orłowski)
2. pluton 56 kompanii kolarzy (dow. ppor S. Reyman),
3. 1 pluton 53 samodzielnej kompanii karabinów maszynowych i broni towarzyszącej por. Bolesława Piotrowskiego uzbrojona w 6 rusznic ppanc oraz ckm-y na taczankach (ulokowany w Kleszczowie oraz na ul. Rybnickiej),
4. 54 baon Obrony Narodowej „Rybnik” pod dowództwem mjr Tadeusza Kwiatkowskiego w składzie:
  1. 7 kompania „Żorska” kpt. Edwarda Rychłowskiego (obsadziła zachodnie i południowe przedpole miasta),
  2. 8 kompania „Pszczyńska” kpt. Stanisława Urbanowskiego (pluton ppor. Franciszka Mosza ulokowano na dworcu kolejowym, pluton ppor. Jerzego Matuszewicza ulokowano pomiędzy stawem Śmieszek a stawem Kleszczowiak, pluton ppor. Aleksandra Bukko ulokowano w Kleszczowie jako odwód).

## Kalendarium[4][5][6]
- 24 sierpnia 1939 r. – ogłoszono alarm bojowy i wycofano większość II dywizjonu 23 pułku artylerii lekkiej do Mikołowa; w Żorach pozostaje jedynie 5 bateria II dywizjonu w sile 4 armat;
- 1 września 1939 r.:
  - o godz. 4:45 siły niemieckie uderzają na Rybnik
  - o godz. 5:00 nad Żorami ukazały się niemieckie samoloty zwiadowcze
  - o godz. 10:00 siły niemieckie uderzają na Żory od strony Rybnika
  - o godz. 11:00:
    - ewakuacja działonu kpr. Puto; podczas tej ewakuacji ginie 4 kanonierów, a kpr. Puto zostaje ranny;
    - Niemcy rozbijają pluton 7 kompanii ON broniący się w rejonie cegielni (pomiędzy ul. Rybnicką a ul. Folwarecką); w czasie walk śmierć poniósł dowódca plutonu ppor. rez. Władysław Pawlikowski wraz z sześcioma podkomendnymi
    - siły niemieckie uderzają na Żory od strony Boryni

  - około godz. 11:30 czołgi niemieckie zaczęły wdzierać się do miasta
  - 12:30 odwrót do Kleszczowa
  - o godz. 14.00 siły niemieckie w sile 69 czołgów uderzają na Kleszczów;

odwrót pozostałych jednostek na Kobiór.
- - 15:30 Niemcy oficjalnie wkraczają do Żor
  - 16:35 gen. Heinrich von Vietinghoff wraz ze sztabem lokuje się w Kleszczowie

## Ocena bitwy
W założeniach dowódców Armii Kraków, a w szczególności gen. Jana Sadowskiego dowodzącego Grupą Operacyjną „Śląsk” celem działań operacyjnych Wojska Polskiego w powiecie rybnickim było opóźnienie natarcia sił niemieckich. Ponadto przed obrońcami obu pozycji przesłaniających, tj. Rybnika i Żor, postawiono zadanie prowadzenia skutecznej obrony przy jednoczesnym zachowaniu garnizonu polskiego. Oba cele operacyjne zostały osiągnięte. 5 Dywizja Pancerna oraz 53 pułk piechoty w dniu 1 września zdobyły jedynie ziemie powiatu rybnickiego i dały czas na zorganizowanie obrony powiatu pszczyńskiego.